# Idioma desano
El idioma desano es una lengua de la rama oriental de la familia tucano, hablada por el pueblo desano en el gran resguardo indígena del oriente del Vaupés al sureste de Colombia y en el estado de Amazonas (Brasil).

## Fonología
El desano tiene un total de quince segmentos fonológicos, seis vocales y nueve consonantes.

### Vocales
|        | Anteriores | Centrales | Posteriores |
| Altas  | i          | ɨ         | u           |
| Medias | e          |           | o           |
| Bajas  |            | a         |             |

### Consonantes
|                   | labial | alveolar | palatal | velar |
| oclusivas sordas  | p      | t        |         | k     |
| oclusivas sonoras | b      | d        |         | g     |
| fricativas sordas |        | s        |         |       |
| aproximantes      | w      |          | j       |       |

El fonema /d/ se realiza como vibrante [ɾ] en los sufijos gramaticales.

### Nasalización
La nasalización es una característica suprasegmental del morfema y todas las vocales y las consonantes sonoras se realizan como nasales (m, n, ŋ, ɲ), porque la nasalidad caracteriza al conjunto de cada sílaba.

### Laringalización
Los fonos ʔ y h no se consideran fonemas, pues su presencia es una característica laríngea suprasegmentaria que se asigna a los morfemas como "glotalización [ʔ] y "aspiración [h]. La oclusiva glotal ʔ aparece siempre entre dos vocales iguales. La fricativa global h aparece antes de /it/ y de segmentos sordos dentro de la raíz.

### Tono
El desano tiene dos tonos fonéticos, alto y bajo. Los pares tonales mínimos evidencian la existencia de un tono léxico.

## Gramática
El orden constituyente básico (o preferido) en desano esSujeto Objeto Verbo SOV para oraciones transitivos y SV para intransitivas.
Los sustantivos en desano se clasifican en animados, que tiene subcategorías de humanos y no humanos, e inanimados, que tiene subcategorías de contables e incontables. Los sustantivos que son referentes humanos están marcados por género. El marcador masculino singular es u / -gu y el marcador femenino singular es -o / -go. Algunos sustantivos tienen naturalmente el sufijo de marcado de género en ellos, debido a una amalgama de la raíz del sustantivo y el sufijo de marcado de género , por lo tanto, se consideran intrínsecamente femeninos o masculinos.
Los pronombres personales son:
|            | Masculino     | Femenino      | Plural                                     |
| ---------- | ------------- | ------------- | ------------------------------------------ |
| 1ª persona | yʉu           | yʉʔu          | /~badi/ [mãɾĩ] (inclusivo) gʉa (exclusivo) |
| 2ª person  | /~buu/ [muʔu] | /~buu/ [muʔu] | /~bʉa/ [mʉ̃ʔã]                              |
| 3rd person | /~igʉ/ [igʉ̃]  | igo           | /~ida/ [ĩɾã] o [ẽɾã]                       |

Los verbos se clasifican en estativos y no estativos. Hay cinco subcategorías de verbos estativos. En primer lugar, está el verbo cópula / adi /, que se utiliza para describir estados temporales o permanentes. . También está el verbo no existencial / badi /, que se usa para la negación, indicando que algo no existe. Esto se puede usar en combinación con sustantivos para indicar la inexistencia de un sustantivo. La tercera subcategoría es el posesivo estativo, / ohpa /. Este verbo se puede usar para expresar "tener" o "mantener", y puede describir estados tanto temporales como permanentes. La cuarta subcategoría son los verbos locativos y de posición. Esto incluye el verbo / digi / "estar de pie", / bede / o / duo / "permanecer" y / peya / "estar encima de". El verbo / peya / aparece de forma dependiente. Por último, están los verbos en estado descriptivo, que tienen la misma función que los adjetivos. En general, Desano usa verbos en estado descriptivo en lugar de una clase separada de adjetivos.
Hay cuatro subcategorías prominentes de verbos no estativos. En primer lugar, hay verbos activos que actúan como sujeto de una cláusula, iniciados por un agente activo. Hay variaciones transitivas, intransitivas y ditransitivas. La segunda subcategoría son los verbos de movimiento, que incluyen movimientos básicos, direccionales y relacionales. La tercera subcategoría son los verbos de ubicación, que ocurren de forma independiente. La cuarta subcategoría son los verbos de percepción y procesos mentales. Los verbos de percepción pueden ser transitivos o intransitivos. Algunos ejemplos son / yɑ̃ / "ver" y / pe / "escuchar". Los verbos del proceso mental incluyen beye "explicar" yk "" soñar ".
El desano es jerárquico. La tercera persona está en la parte superior de la jerarquía, seguida de animada, luego singular y, por último, masculina. Al final de las oraciones declarativas en desano, hay terminaciones personales que están de acuerdo con el sujeto del verbo.